# Sjeverni Šošoni
Sjeverni Šošoni (Northern Shoshones).- Grana pravih Shoshona nastanjena u području Velikog bazena (Great Basin) u južnom Idahu. Ostale dvije grane su Zapadni ili Western u središnjoj i sjeveroistočnoj Nevadi i Istočni (Eastern) ili Wind River u Wyomingu. Sjeverni Šošoni podijeljeni su na 3 glavna ogranka, to su 1) Fort Hall Šošoni; 2) Sjeverozapadni ili Northwestern koji se dalje dijele na bande Weber Ute, Pangwiduka (zvane i fish eaters ili Pocatello's Šošone) i bezimene bande iz Cache Valleya, prema lokaciji od raznih autora prozvanih imenom Cache Valley Šošoni; 3) opet bezimena grana naseljena uz rijeke Boise i Bruneau, koju su autori prozvali Boise i Bruneau Šošoni. 

## Plemena i bande
- A) Mountain Shoshoni (Planinski Šošoni)
  - Lemhi Shoshoni
  - Sheep Eater Shoshoni
- B) Fort Hall Shoshoni ili Pohogwe, žive s Bannockima na Fort Hallu
- C) Northwestern Shoshoni (Sjeverozapadni Šošoni) (od 3 bande)
  - Weber Ute. u dolini Weber Valley pa do u područje jezera Great Salt Lake. Poglavica im je 1860.-tih bio Little Soldier. Predvodio je oko 400 ljudi.
  - Cache Valley Shoshoni ili Pangwiduka (Swanton) u Cache Valley, duž rijeke Logan, Indijanci su je nazivali Kwagunogwai ("river of the cranes"), i donji Bear River. Poglavica im je bio Bear Hunter, glavni vođa Sjeverozapadnih Šošona. 1860.-tih predvodio je oko 450 ljudi.
  - Bannock Creek Shoshoni (Kamdüka Shoshoni, Pocatello's Band), glavno selo Biagamugep, bilo je kod Keltona. Širili su se od Grouse Creeka u sjeverozapadnom Utahu istočno duž sjeverne obale jezera Great Salt Lake do Bear rivera.  Brojno stanje iznosilo je kao i kod Weber Uta.
  - Bear Lake Shoshoni (Pengwideka ili “Fisheaters”; Idaho State Historical Society Reference Series)
- D) Western Groups (Zapadne Skupine)
  - Boise Shoshoni,
  - Bruneau Shoshoni, rijeka Bruneau.
  - Weiser Shoshoni (Shewoki)

## Etnografija
Sjeverni Šošoni povijesno su saveznici Bannocka, jednog ogranka Sjevernih Pajuta. Kulturno su prilično različiti od svojih mnogo siromašnijih rođaka Zapadnih Šošona. Sami sebe nazivali su imenom Nimi (ljudi) i bavili su se ribolovom na rijekama, posebno lososa. neke njihove bande odlazile su i u dolinu Lemhi Valley i gornjeg Snake Rivera Plaina uz Zmijsku rijeku, te u prerije Montane i Wyominga zbog lova na bizone. Za razliku od siromašnih Zapadnih Šošona, koji su bili sakupljači, Sjeverni Šošoni i saveznici im Bannocki su dolaskom konja na preriju ranih 1700.-tih postali vlasnici konja i vješti jahači. Oni postaju polunomadi. od koža bizona prave sebi odjeću koja se sastoji od pregača,  'nogavica'  (leggings) i košulja. Noga-Šošoni za razliku sjevernošošonskih lovaca na bizone svoju odjeću izrađivali su od zečje kože. Nastambe Sjevernih Šošona su prenosivi bizonski tepee (tipi)-šatori
Religija ima velik utjecaj na svakodnevni život Šošona. on vjeruje u duhove zaštitnike koji ga vode i čuvaju. najpopularniji junaci njihovih priča iz mitologije su vuk i kojot, prvi je dobar a drugi zao. Ples koji je veoma važan Indijancu obiju Amerika veliki značaj ima i za Šošona. U proljeće u čast pojave prvih lososa, priređuju se plesovi Circle Dance. Muškarci uz ovaj ples imaju i ples medvjeda i zeca (Bear Dance i Rabbit Dance). Šošoni potvrđuju tvrdnju koju navodi Eva Lips, kako Montagnais-žene dočekuju povratak ratnika koji se vraćaju kanuima iz ratnog pohoda, i očekuju od njih na dar skalpove, kako bi mogle priredi ples-skalpa ili Scalp Dance. I kod njih je Scalp dance ženski ples, i kao takvog uvijek ćemo ga naći u indijanskim društvima. 

## Povijest
Dolazak bijelaca u zemlju Šošona donijet će im premalo dobroga a mnogo više zla. Indijanci trguju kožama životinja u zamjenu za robu koju imaju trgovci, uključujući i puške. Odnosi su bili neko vrijeme dobri jer se Indijancima sviđala roba bijelog čovjeka, kućanske potrepštine i napose vatreno oružje. U siječnju (29) 1863. pukovnik Patrick Edward Connor s 200 kalifornijskih dobrovoljaca napao je zimsko naselje Sjeverozapadnih Šošona na Bear Riveru u dolini Cache Valley, na granici Idaha i Utaha, zbog nekih čarki koje su izbile s bijelim naseljenicima. Ova banda imala je oko 450 članova a predvodio ih je poglavica Bear Hunter. 250 Indijanaca je pobijeno u masakru, uključujući 90 žena i djece. Pokolj je završio tako što su američki vojnici hodajući kroz selo sjekirama ženama i djeci razbijali glave. Zapaljeno je 75 šatora i otuđeno 1,000 bušela pšenice i brašna (1 bušel =35.2 litre) i 175 konja. 
Rezervat Fort Hall blizu Pocatella, utemeljio se 1867. Prvi na njega iste te godine dolaze Boise i Bruneau Šošoni, a sljedeće, 1868., i Fort Hall Šošoni. Posljednji (1907) na njega pristižu Lemhi i Tukuarika. Potomci četiriju bandi Sjevernih Šošona i Tukuarike ili Sheep-Eater Šošoni, žive i danas s Bannockima na rezervatu, i svi skupa, kolektivno su prozvani imenom Northern ili Fort Hall Šošoni. 
Danas su većinom farmeri i rančeri.

## Vanjske poveznice
- Shoshoni and Northern Paiute Indians in Idaho  Arhivirana inačica izvorne stranice od 26. listopada 2007. (Wayback Machine)
- History of Shoshone Indians
- Northern Shoshone and Bannock  Arhivirana inačica izvorne stranice od 11. siječnja 2007. (Wayback Machine)
- Bear River Massacre, Utah